# Mani Pulite - Gli uomini d'oro
Mani Pulite - Gli uomini d'oro è un film-documentario riguardo all'inchiesta Mani pulite, curato da Pino Corrias, Renato Pezzini, Roberto Capanna, Peter Freeman e Paolo Luciani. È il secondo di quattro documentari-inchiesta, trasmesso il 25 giugno 1997 su Rai 2.

## Trama
Il film racconta l'inchiesta giudiziaria Enimont, con una maxitangente di 150 miliardi di lire divisa tra i vari partiti, e altri processi legati a tangenti versate dagli imprenditori ai partiti politici, come quelle versate dai dirigenti della FIAT e della Olivetti.

## Contenuti
In documentario contiene interviste a:
- Valerio Bitetto, ex consigliere ENEL (PSI)
- Giorgio Casadei, ex segretario di Gianni De Michelis
- Paolo Cirino Pomicino, ex Ministro del Bilancio (DC)
- Vittorio Chiusano, avvocato della FIAT
- Sergio Cusani, ex finanziere (PSI)
- Piercamillo Davigo, magistrato titolare dell'inchiesta
- Marco De Luca, avvocato di Raul Gardini
- Silvio Fabbri, avvocato
- Idina Ferruzzi, vedova di Raul Gardini
- Arnaldo Forlani, ex segretario della DC dal 1989 al 1992
- Giuseppe Garofano, ex presidente Montedison
- Luigi Gianzi, avvocato
- Claudio Martelli, ex vicesegretario del PSI ed ex Ministro della Giustizia
- Lorenzo Panzavolta, ex presidente Calcestruzzi Gruppo Ferruzzi
- Sergio Passaretti, sindacalista
- Renato Pollini, ex tesoriere del PCI
- Leo Porcari, ex collaboratore di Raul Gardini
- Sergio Ricossa, economista
- Carlo Sama, ex collaboratore di Raul Gardini e consigliere del gruppo Montedison
- Nino Tagliavini, ex presidente della Cooperativa UNIECO R.E.

Il documentario include inoltre numerosi video di archivio di interviste, e diversi frammenti da programmi televisivi e telegiornali RAI.